# Wereldkampioenschappen wielrennen 1934
De wereldkampioenschappen wielrennen op de weg van 1934 voor profs en amateurs werden op zaterdag 18 augustus 1934 gehouden in Leipzig, op een vlak circuit van 9,4 kilometer dat door het grote park "Scheibenholz" liep. De profs moesten 225,6 km (24 ronden) afleggen en de amateurs 112,8 km (12 ronden).

## Beroepsrenners

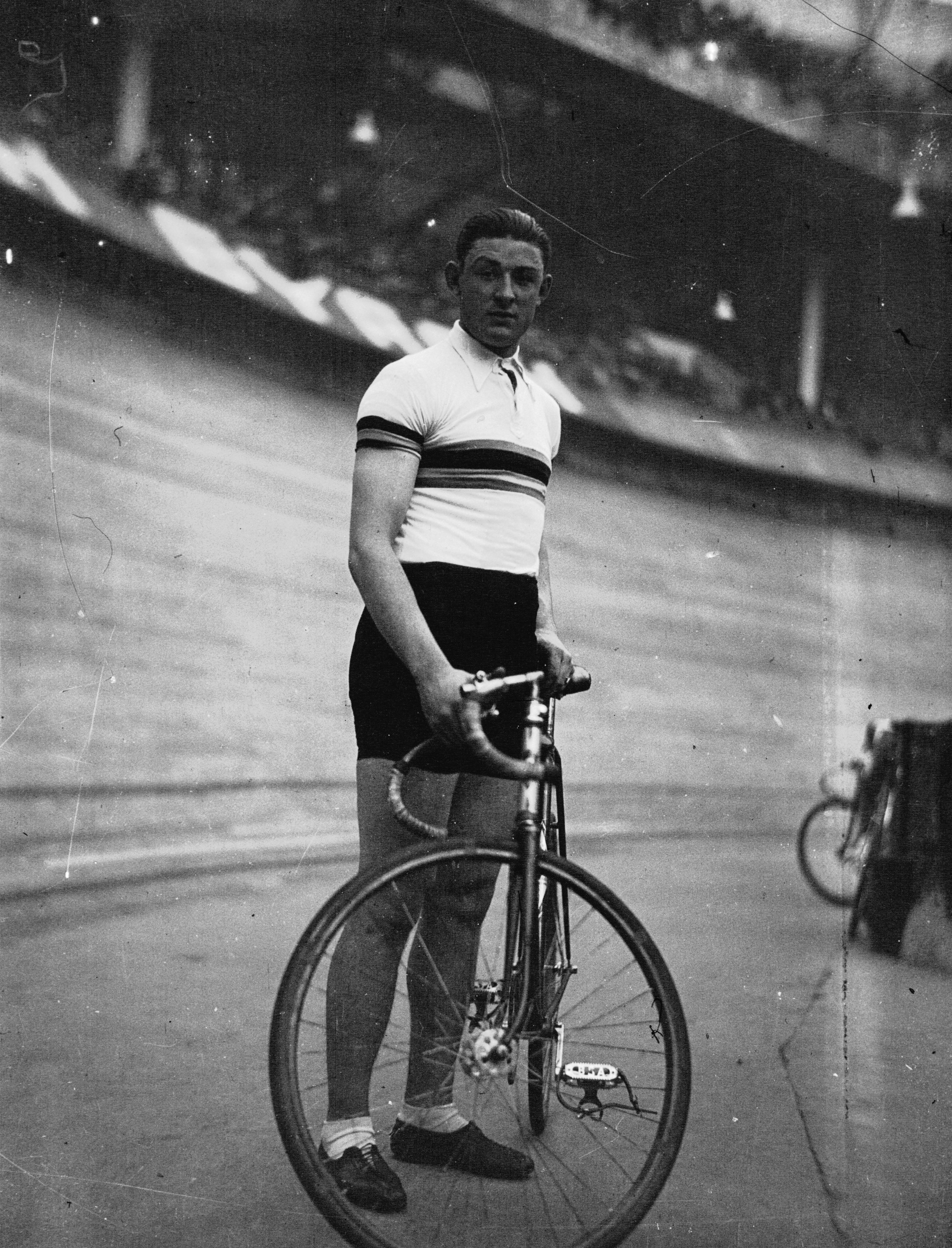
Karel Kaers in de regenboogtrui

Bij de profs kwamen 26 renners aan de start, van wie er 15 de wedstrijd uitreden. De Belg Karel Kaers haalde het in de spurt van de Italiaan Learco Guerra en zijn landgenoot Gustave Danneels. Kaers is met 20 jaar, twee maanden en 15 dagen de jongste wereldkampioen bij de profs. Kort voor de aankomst kwamen Kurt Stöpel en Antonin Magne ten val. Stöpel werd nog als dertiende geklasseerd, Magne als veertiende.

### Uitslag
| Plaats | Renner             | Land        | Tijd     |
| ------ | ------------------ | ----------- | -------- |
| 1      | Karel Kaers        | België      | 5u56'15" |
| 2      | Learco Guerra      | Italië      | z.t.     |
| 3      | Gustave Danneels   | België      | z.t.     |
| 4      | Gerhard Huschke    | Duitsland   |          |
| 5      | Gerrit van de Ruit | Nederland   |          |
| 6      | Paul Egli          | Zwitserland |          |
| 7      | Josy Krauss        | Luxemburg   |          |
| 8      | Thijs van Oers     | Nederland   |          |
| 9      | Hans Gilgen        | Zwitserland |          |
| 10     | Mariano Canardo    | Spanje      |          |
| 11     | Marinus Valentijn  | Nederland   |          |
| 12     | Ludwig Geyer       | Duitsland   |          |
| 13     | Kurt Stöpel        | Duitsland   |          |
| 14     | Antonin Magne      | Frankrijk   |          |

## Amateurs

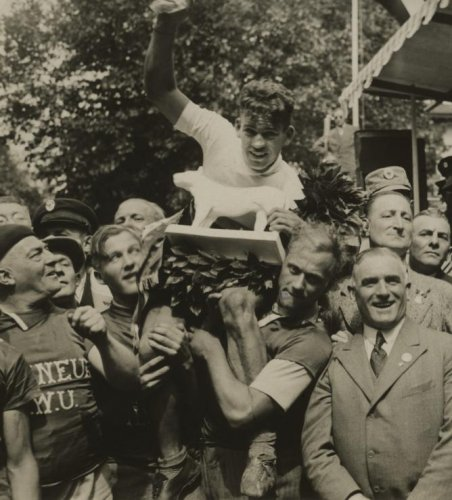
Kees Pellenaars wordt gevierd na zijn wereldtitel.

Nederland vierde hier zijn eerste wereldkampioen, Kees Pellenaars, die het ook in de spurt haalde.

### Uitslag
| Plaats | Renner           | Land      | Tijd     |
| ------ | ---------------- | --------- | -------- |
| 1      | Kees Pellenaars  | Nederland | 2u43'03" |
| 2      | André Deforge    | Frankrijk | z.t.     |
| 3      | Paul-Émile André | België    | z.t.     |

1921 · 
1922 · 
1923 · 
1924 · 
1925 · 
1926 · 
1927 · 
1928 · 
1929 · 
1930 · 
1931 · 
1932 · 
1933 · 
1934 · 
1935 · 
1936 · 
1937 · 
1938 · 
1946 · 
1947 · 
1948 · 
1949 · 
1950 · 
1951 · 
1952 · 
1953 · 
1954 · 
1955 · 
1956 · 
1957 · 
1958 · 
1959 · 
1960 · 
1961 · 
1962 · 
1963 · 
1964 · 
1965 · 
1966 · 
1967 · 
1968 · 
1969 · 
1970 · 
1971 · 
1972 · 
1973 · 
1974 · 
1975 · 
1976 · 
1977 · 
1978 · 
1979 · 
1980 · 
1981 · 
1982 · 
1983 · 
1984 · 
1985 · 
1986 · 
1987 · 
1988 · 
1989 · 
1990 · 
1991 · 
1992 · 
1993 · 
1994 · 
1995 · 
1996 · 
1997 · 
1998 · 
1999 · 
2000 · 
2001 · 
2002 · 
2003 · 
2004 · 
2005 · 
2006 · 
2007 · 
2008 · 
2009 ·
2010 · 
2011 · 
2012 · 
2013 · 
2014 · 
2015 · 
2016 · 
2017 · 
2018 · 
2019 · 
2020 ·
2021 ·
2022 ·
2023 ·
2024 ·
2025 ·
2026